# ベル・ビヴ・デヴォー
ベル・ビヴ・デヴォー（Bell Biv DeVoe、BBDとも呼ばれる）は、アメリカ合衆国マサチューセッツ州ボストンで結成された音楽グループであり、リッキー・ベル、マイケル・ビヴィンス、ロニー・デヴォーというニュー・エディションのメンバーで構成されている。
このバンドは、デビュー・アルバムであるマルチプラチナムの売り上げを叩き出したアルバム『ポイズン』で最もよく知られている。これは、伝統的なソウルとR&Bの要素をヒップホップと組み合わせた1990年代のニュージャックスウィング・ムーブメントにおいて重要な作品となっている。アルバムからの2枚のシングル「ポイズン」と「ドゥ・ミー!」は、1990年にBillboard Hot 100でどちらも3位となった。バンドはさらに3枚のアルバムをリリースしたが、デビュー作以上に成功したものはなかった。彼らの最新アルバム『Three Stripes』は2017年にリリースされた。
31年間でオリジナル・マテリアルによるアルバムを4枚しか制作しなかったにもかかわらず、グループは単独で、またニュー・エディションとの何度かの再結成ツアーでも、継続的にツアーやライブを行ってきた。 

## 来歴
リッキー・ベル、マイケル・ビヴィンス、ロニー・デヴォーのトリオは、1981年のタレント・ショーで有名なプロデューサーのモーリス・スターに見出されたボストンを拠点とする5人組グループのニュー・エディションにおける創設者であり、また「Candy Girl」「Cool It Now」といった数々のヒット・ソングを持つ者たちであった。1980年代を通じて、ニュー・エディションはラインナップが変わり、グループとして成熟し、新しい音楽の方向性への分岐を模索するようになっていった。1989年の活動休止期間中、プロデューサーのジミー・ジャム&テリー・ルイスの提案により、3人は新しいグループを結成することを決定し、MCAレコードと契約した。パブリック・エナミーのプロデューサーであるエリック・サドラー、ハンク&キース・ショックリーなどの助けを借りて、ベル・ビヴ・デヴォーは1990年代にデビュー・アルバム『ポイズン』をリリースした。これがヒップホップ、ファンク、ソウル、ポップ・ミュージックを組み合わせた、1990年代初頭の「ニュージャックスウィング」サウンドのパイオニアとして認められたアルバムとなった。このスタイルの融合は、よりハード・エッジなサウンドを好むファンたちにそれらをさらけ出すものであった。『ポイズン』はビルボードのR&B/ヒップホップ・チャートで1位に達し、タイトルトラック「ポイズン」とセカンド・シングル「ドゥ・ミー!」はどちらもBillboard Hot 100チャートで3位となった。その後まもなく、リチャード・ウルフとエピック・マズールが「ドゥ・ミー!」のリミックスを担当した（ダンスチャートで6位のヒット・ナンバーとなった）。『ポイズン』からは更に、シングル「B.B.D. (I Thought It Was Me)?」「When Will I See You Smile Again?」「She's Dope!」が生み出されている。『ポイズン』は400万枚以上を売り上げ、続いて『ブートシティ!』というタイトルのリミックス・アルバムがリリースされた。リチャード・ウルフとエピック・マズールが、リズム、ブルース、ポップ、ロックをブレンドしたベル・ビヴ・デヴォーのプレミア・アルバムの作成を手助けし、『ポイズン』はトリプル・プラチナムの成功を収めた。
ベル・ビヴ・デヴォーは1993年にMCAレコードからアルバム『フーティー・マック』をリリース。よりハードコアなラップ/R&Bが、2001年にBiv 10レコードからリリースしたアルバム『BBD』に影響を与えた。『フーティー・マック』はゴールドの成功を収めたが、どちらのアルバムも『ポイズン』ほどの成功を収めることはできなかった。グループがリリースしたアルバムは4枚だけであるにもかかわらず、ベル・ビヴ・デヴォーのメンバーはグループとして共にパフォーマンスを続けている。彼らはまた、いくつかのニュー・エディションの再結成に参加し、グループの一員としてツアーで彼らと一緒にパフォーマンスし続けている。2013年5月30日、ベル・ビヴ・デヴォーはボストンマラソン爆弾テロ事件の犠牲者のために資金を調達する慈善コンサートであるボストン・ストロングにて、ヒット曲「ポイズン」のパフォーマンスを行った。
2016年、ベル・ビヴ・デヴォーは15年ぶりの新曲「Run」をミュージックビデオとともにリリースした。これは2017年1月27日にリリースされたアルバム『Three Stripes』からの最初のシングルだった。
ベル・ビヴ・デヴォーは、2008年のユニバーサル・スタジオ火災でマテリアルが破壊されたと伝えられている何百人に及ぶアーティストのうちの1グループであった。

## 受賞歴とノミネート歴
1991年、ソウル・トレイン・ミュージック・アワードにおいてアルバム『ポイズン』で、ベストR&B/アーバン・コンテンポラリー・アルバム・オブ・ザ・イヤー、グループ、バンドまたはデュオを受賞した。
グループはまた、1992年にフェイヴァリット・ソウル/R&Bバンド/デュオ/グループでアメリカン・ミュージック・アワードを受賞した。 

## ディスコグラフィ

### スタジオ・アルバム
- 『ポイズン』 - Poison (1990年、MCA)
- 『フーティー・マック』 - Hootie Mack (1993年、MCA)
- 『BBD』 - BBD (2001年、Biv10/Universal)
- Three Stripes (2017年、eOne)

### リミックス・アルバム
- 『ブートシティ!』 - WBBD-Bootcity!: The Remix Album (1991年、MCA)

### コンピレーション・アルバム
- Bell Biv DeVoe Greatest Hits (2000年、MCA)

### シングル
- 「ポイズン」 - "Poison" (1990年)
- 「ドゥ・ミー!」 - "Do Me!" (1990年)
- "B.B.D. (I Thought It Was Me)?" (1990年)
- "When Will I See You Smile Again?" (1991年)
- "She's Dope!" (1991年)
- 「ワード・トゥ・ザ・マザー!」 - "Word to the Mutha!" (featuring Bobby Brown, Ralph Tresvant and Johnny Gill) (1991年)
- "The Best Things in Life Are Free" (Luther Vandross featuring Janet Jackson, BBD and Ralph Tresvant) (1992年)
- 「ギャングスタ」 - "Gangsta" (1993年)
- 「アバヴ・ザ・リム」 - "Above the Rim" (1993年)
- "Something in Your Eyes" (1993年)
- "The Best Things in Life Are Free"[b] (Luther Vandross featuring Janet Jackson, BBD and Ralph Tresvant) (1995年)
- "The Hot Shit" (2001年)
- "Run" (2016年)
- "Finally" (featuring SWV) (2017年)